# Jürgen Prutsch
Jürgen Prutsch (* 22. September 1989) ist ein österreichischer ehemaliger Fußballspieler auf der Position eines Mittelfeldspielers. 

## Karriere
In der Jugend spielte Prutsch beim SV Feldkirchen und in der Akademie des Grazer AK, ab 2007 war er bei den Amateuren des SK Sturm Graz aktiv.
Prutsch gab sein Debüt in der österreichischen Bundesliga am 13. Mai 2007 für den Grazer AK, als dort aufgrund finanzieller Turbulenzen der Abstieg feststand. Beim Spiel gegen Rapid Wien wurde Prutsch für Philipp Schenk in der 56. Minute eingewechselt. Nach dem finanziellen Crash des GAK wechselte er innerhalb der steirischen Hauptstadt zum Stadtrivalen SK Sturm Graz, wo er einmal in der Bundesliga eingesetzt wurde.
Zur Sommerpause vor der Saison 2009/10 wurde Prutsch für ein Jahr zum Bundesligaabsteiger SCR Altach in die zweitklassige Erste Liga verliehen, wo er bis zur Winterpause in 16 Meisterschaftsspielen zum Einsatz kam.
Am 20. Jänner 2010 wurde Prutschs Wechsel zum AS Livorno, dem vorjährigen Aufsteiger in die italienische Serie A, bekanntgegeben. Dort wurde eine geschätzte Ablöse von 300.000 Euro gezahlt; Prutsch erhielt dabei einen Vier-Jahres-Vertrag. Nach sechs Einsätzen für den jungen Steirer in der Serie A stieg er mit der Mannschaft am Saisonende auf dem 20. Tabellenplatz rangierend in die Serie B ab.
International spielte er ein U-19-Spiel für Österreich, wobei er gleich ein Tor erzielte. Seit 2009 ist er U-20-Nationalspieler; für das Team war er bis dato (Stand: 20. Jänner 2010) bereits in drei Länderspielen im Einsatz und erzielte dabei einen Treffer.
Seit August 2022 ist er beim USC Raiffeisen Eichkögl in der steirischen Oberliga Süd-Ost unter Vertrag.

## Privates
Im Sommer 2018 eröffnete er zusammen mit Erwin Kollmann (1978–2020) in Trofaiach das Café & Pub Serie A, das nach nicht einmal einem Jahr wieder geschlossen wurde.